# Distretto di Sultandağı
Il distretto di Sultandağı (in turco Sultandağı ilçesi) è uno dei distretti della provincia di Afyonkarahisar, in Turchia.